# ポスト・グランジ
ポスト・グランジ（Post-Grunge）は、1990年代前半にグランジから大きな影響を受け、派生したオルタナティヴ・ロックとハードロックのサブジャンルである。
ディストーションをかけたギター、苦悩に満ちた歌詞、そして静と動の共存といったグランジ特有の特徴を持ちながら、リスナーの聴きやすさ、ラジオ受けなどを意識したマスタリングがなされている。

## 概要
ポスト・グランジバンドは、ニルヴァーナ、アリス・イン・チェインズ、サウンドガーデン、パール・ジャムらの強い影響を受けている。しかしながら多くのポスト・グランジバンドはグランジからの影響について触れないことが多く、一方でグランジそのものに影響を及ぼした、ブラック・サバス、メルヴィンズなどのバンドや、ブラック・フラッグのようなパンク・ロックバンドについてはしばしば言及する。しかし、実際にはそれらのバンドからの影響はそれほど目立ったものではなく、彼らの人気をより高いものにしたのは、やはりグランジからの影響によるものが大きい。
最初に大きな成功を掴んだポスト・グランジバンドは、コレクティブ・ソウルとキャンドルボックスで、後に、ライブ、ブッシュ、シルヴァーチェアーと続いた。
1994年から、ポスト・グランジは全体としてオルタナティブ・ロックと共にグランジを追い抜いてアメリカのロックの主流となり、1990年代末にはマッチボックス・トゥエンティやサード・アイ・ブラインド、クリードなどが大きな成功を得た。
その後、1990年代以降に登場したバンド、3ドアーズ・ダウン、ステインド、ニッケルバック、パドル・オブ・マッド、スリー・ディズ・グレイス、ブレイキング・ベンジャミン、シーザー、シャインダウン、セオリー・オブ・ア・デッドマンなどが商業的成功を収めている。
しかし世界各国と比較すると日本では、これらのほとんどのバンドの知名度は非常に低い。